# Robert Golob

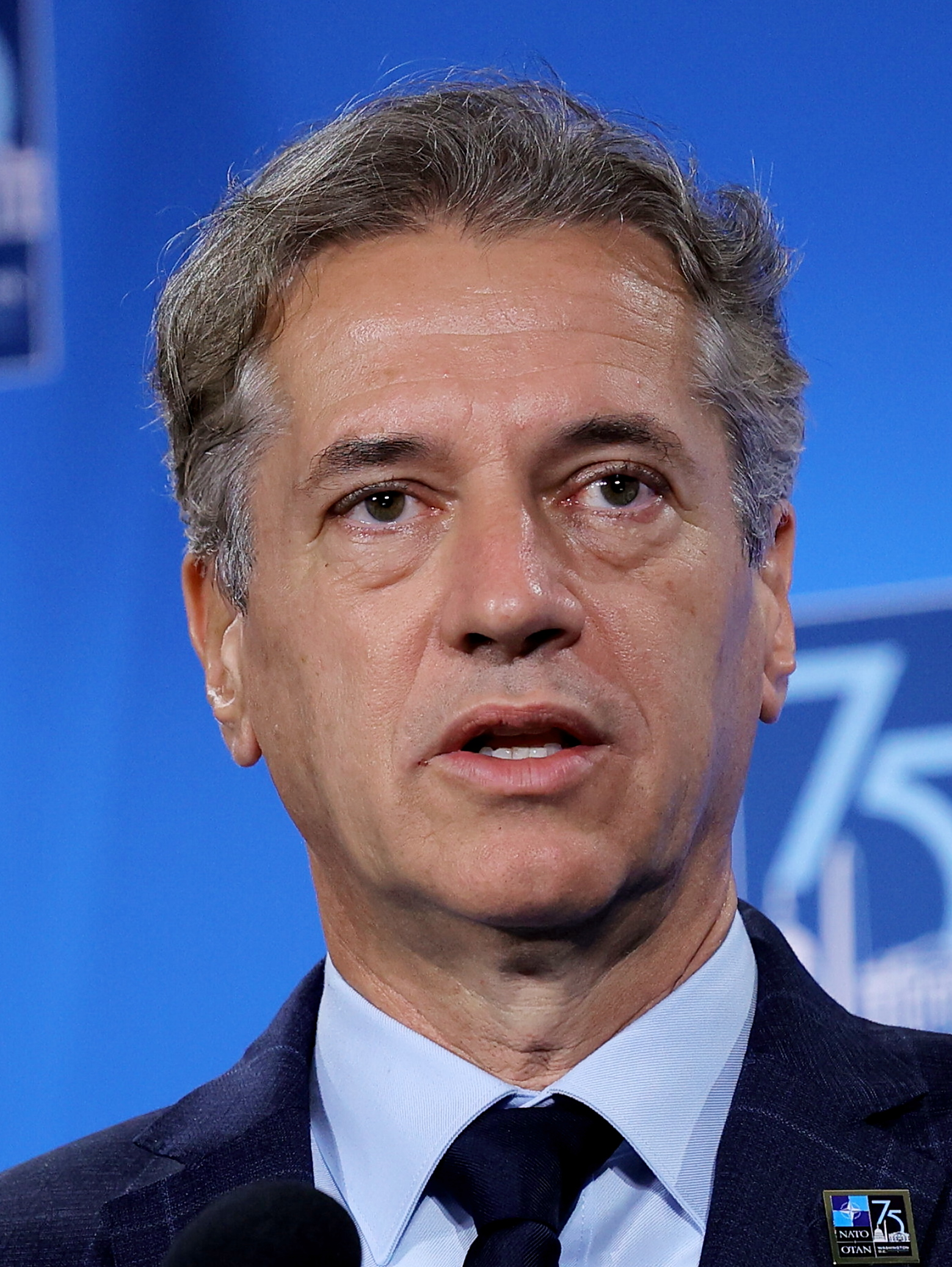
Robert Golob (2024)

Robert Golob (* 23. Januar 1967 in Šempeter pri Gorici) ist ein slowenischer Politiker. Er ist seit Januar 2022 Vorsitzender der grün-liberalen Partei Gibanje Svoboda. Infolge der Parlamentswahl im April 2022 wurde er am 25. Mai 2022 zum slowenischen Ministerpräsidenten gewählt.

## Leben
Golob studierte bis 1994 Elektrotechnik an der Universität von Ljubljana, wo er auch promovierte. Danach wurde er mit einem Fulbright-Stipendium Gastdozent am Georgia Institute of Technology in Atlanta. Von Mai 1999 bis Juni 2000 war er Staatssekretär im slowenischen Wirtschaftsministerium. 2004 begründete er mit anderen das slowenische Stromversorgungsunternehmen Gen-I, das er 15 Jahre lang als Aufsichtsratsvorsitzender leitete, bevor er es Ende 2021 verließ und im Januar 2022 in die Politik ging.
Golob ist verheiratet und hat drei Kinder.

## Politik
Golob war zunächst Mitglied der Partei Pozitivna Slovenija (Positives Slowenien, PS). Nachdem die damalige Ministerpräsidentin Alenka Bratušek im Sommer 2014 die PS verlassen und eine eigene Partei gegründet hatte (ZaAB/Zavezništvo Alenke Bratušek, heute SAB/Stranka Alenke Bratušek), wurde er zum stellvertretenden Parteivorsitzenden von ZaAB gewählt.
Im Januar 2022 wurde Golob zum neuen Parteivorsitzenden der grünen Partei Z.DEJ gewählt, die sich daraufhin zur Freiheitsbewegung Gibanje Svoboda umbenannte. Die ökologische Ausrichtung der Partei ergänzte er mit liberalen Ansätzen. Golob trat bei der Parlamentswahl in Slowenien 2022 als Spitzenkandidat seiner neuen Partei an. Bei der Wahl wurde seine Partei mit einem Stimmenanteil von 34,5 Prozent die stärkste Kraft.

## Schriften (Auswahl)
- R. Golob, T. Štokelj, D. Grgič: Neural-network-based water inflow forecasting. In: Control Engineering Practice. Band 6, Nr. 5, 1998, S. 593–600, doi:10.1016/S0967-0661(98)00037-9.
- Ludvik Bartelj et al.: Valuating risk from sales contract offer maturity in electricity market. In: International Journal of Electrical Power & Energy Systems. Band 32, Nr. 2, 2010, S. 147–155, doi:10.1016/j.ijepes.2009.06.022.
- Gašper Artač et al.: A new method for determining the demand reserve offer function. In: Electric Power Systems Research. Band 100, 2013, S. 55–64, doi:10.1016/j.epsr.2013.02.007.